# Cervicornia
Cervicornia is een geslacht van sponsdieren uit de klasse van de Demospongiae (gewone sponzen).

## Soort
- Cervicornia cuspidifera (Lamarck, 1815)